# Leptoiulus anguiglossus
Leptoiulus anguiglossus är en mångfotingart som beskrevs av Hans Lohmander. Leptoiulus anguiglossus ingår i släktet Leptoiulus och familjen kejsardubbelfotingar. Inga underarter finns listade i Catalogue of Life.